# درع المجتمع الإنجليزي 2002
درع المجتمع الإنجليزي 2002 (بالإنجليزية: 2002 FA Community Shield)‏ هو الموسم الـ80 والأول بمسماه الجديد من درع المجتمع الإنجليزي. أقيم بتاريخ 11 أغسطس 2002، وأشرف على تنظيمه الاتحاد الإنجليزي لكرة القدم، وفاز فيه نادي أرسنال.